# Andrena antoinei
Andrena antoinei är en art i insektsordningen steklar som tillhör överfamiljen bin och familjen grävbin. Arten är ett utdött sandbi, som levde under sen Oligocen, mellan 33,9 och 28,4 miljoner år före nutid.

## Beskrivning
Endast hanen har påträffats. Fossilet har svart huvud, utom clypeus som är blekt (troligtvis gult under livstiden) samt antennerna som är bruna. Mellankroppen är också svart med bruna ben och genomskinliga vingar med bruna ribbor. Bakkroppen är en blandning av brunt och svart. Huvudet är 2,5 mm långt, mellankroppen 2,9 mm, och de bevarade två bakkroppssegmenten (av sju) 4,5 mm. Totalt är alltså biet knappt en cm långt plus längden av de sista fem bakkroppssegmenten.

## Utbredning
Arten har endast påträffats i kommunen Céreste i sydöstra Frankrike.